# Gladys Pyle
Pour les articles homonymes, voir Pyle.
Gladys Shields Pyle, née le 4 octobre 1890 à Huron (Dakota du Sud) et morte dans cette même ville le 14 mars 1989, est une femme politique américaine. Elle est la première femme élue au Sénat des États-Unis sans avoir été nommée à ce poste auparavant. Elle est également la première sénatrice du Parti républicain, la première sénatrice du Dakota du Sud et la première sénatrice non mariée.

## Jeunesse
Gladys Shields Pyle est née le 4 octobre 1890 à Huron dans le Dakota du Sud. Elle est la plus jeune des quatre enfants de John L. Pyle et de Mamie Shields Pyle, trois filles et un garçon. Son père est un avocat, élu procureur général du Dakota du Sud, et sa mère est l'une des principales suffragettes de l'État,. Elle grandit dans la maison construite par son père, même après la mort de celui-ci atteint de fièvre typhoïde en 1902,.
John et Mamie Pyle participent à la création du Huron College (en), dont Gladys est élève. Alors qu'elle est étudiante, Gladys participe à de nombreux débats aux côtés de ses sœurs,. Diplômée en 1911,, elle déménage à Chicago pour étudier au Conservatoire américain de musique (en) et à l'université de Chicago,.

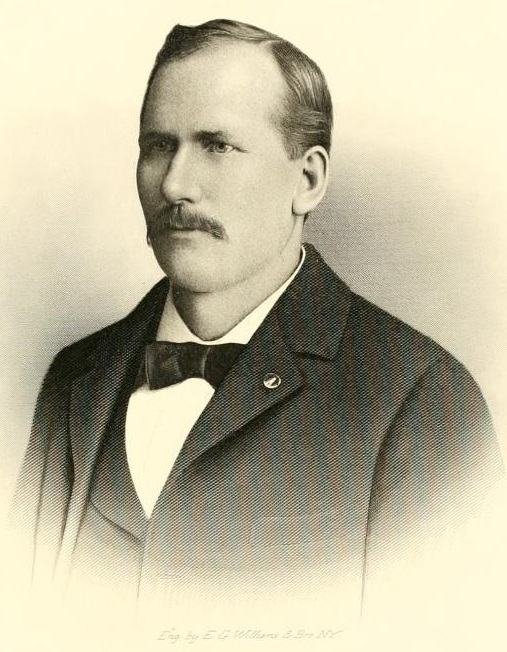
John L. Pyle en 1904.
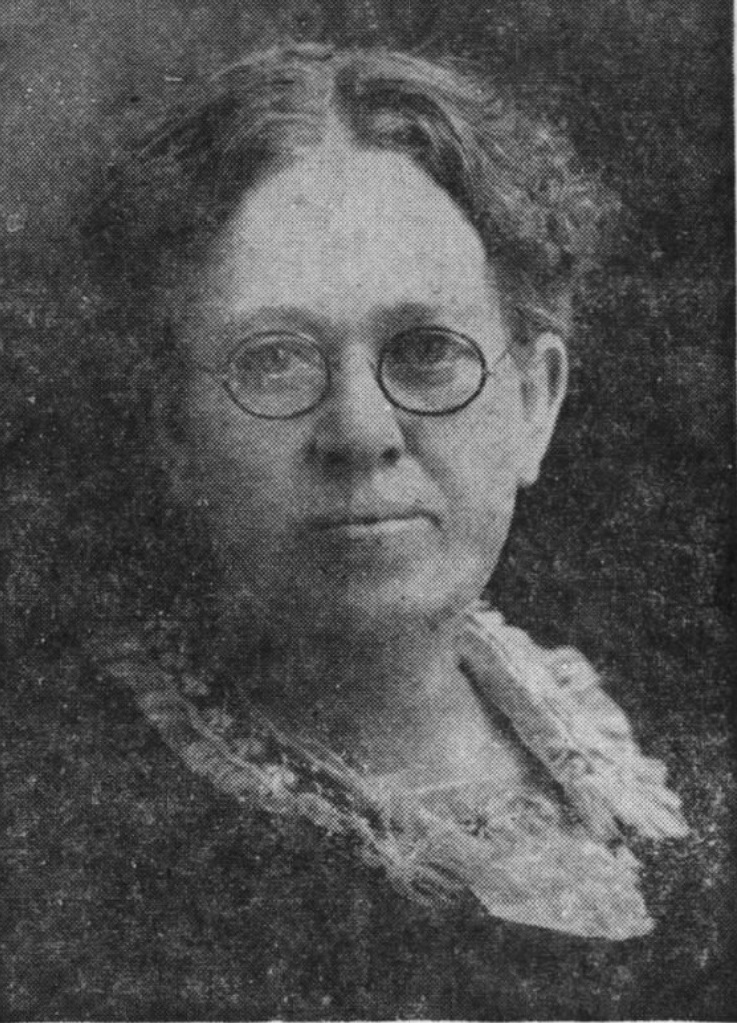
Mamie Shields Pyle en 1949.

## Carrière dans le Dakota du Sud

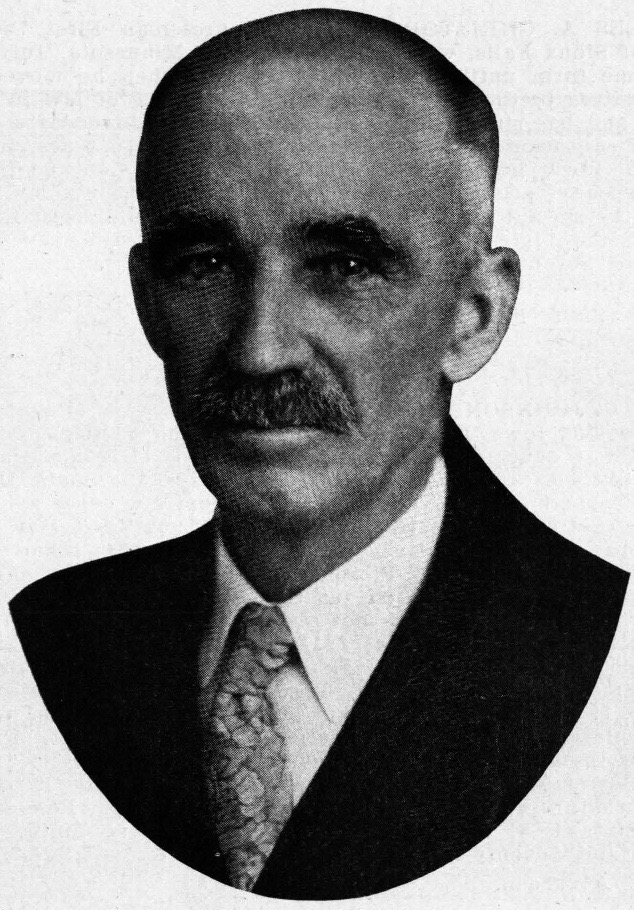
Pyle perd la nomination républicaine face à Warren Green, élu gouverneur en 1930.

Pyle travaille dans le domaine de l'éducation de 1912 à 1920,. Après avoir enseigné le latin et l'éducation civique pendant deux ans à Huron, elle devient principale des écoles publiques de Wessington. Avec sa mère et ses deux sœurs, elle s'implique dans le mouvement pour le droit de vote des femmes. Elles organisent régulièrement des réunions du chapitre local de la League of Women Voters à leur domicile. Glady Pyle devient conférencière pour la ligue et se rend dans l'Indiana, l'Iowa, le Kansas, le Nebraska et l'Ohio pour prononcer des discours.
En 1922, elle se présente à la Chambre des représentants du Dakota du Sud. Elle échoue à obtenir le soutien du Parti républicain local mais participe à la primaire. Elle n'arrive qu'en quatrième position pour trois places. Elle conteste cependant les résultats avec succès. Lors de l'élection générale, elle est celle qui reçoit le plus de voix parmi les trois républicains élus. Lors de son entrée en fonction en 1923, elle devient la première femme à siéger à la Chambre des représentants de l'État. Réélue à l'occasion des élections de 1924, Pyle sert de 1923 à 1927. À côté de son mandat de législateur, un poste à temps partiel, elle occupe les fonctions de secrétaire d'État adjointe du Dakota du Sud.
Investie par le Parti républicain, Pyle est élue au poste de secrétaire d'État du Dakota du Sud en 1926. Elle est réélue en 1928 et sert ainsi de 1927 à 1931.
Lors des élections de 1930, elle se porte candidate au poste de gouverneur de l'État. Durant la primaire républicaine, elle rassemble environ un tiers des suffrages. Aucun candidat ne recevant les 35 % requis par la loi du Dakota du Sud, le candidat républicain est désigné par une convention du parti. Elle perd le 12e tour de scrutin face à Warren Green (en). Après sa défaite, elle dirige la Commission des valeurs mobilières de l'État de 1931 à 1933.
En parallèle de sa carrière politique, Pyle s'investit dans le secteur de l'assurance vie et travaille pour plusieurs compagnies d'assurances, notamment la New York Life Insurance Company et la Northwestern Mutual Life Insurance (en). Elle est également présidente de la Huron Life Underwriters Association  et participe activement à la National Association of Life Underwriters.

## Sénatrice des États-Unis
Le 8 novembre 1938, Pyle est élue au Sénat des États-Unis pour pourvoir le poste laissé vacant par le décès de Peter Norbeck. Elle succède au démocrate Herbert E. Hitchcock (en), nommé par le gouverneur du Dakota du Sud après la mort de Norbeck en décembre 1936. Hitchcock avait perdu la primaire démocrate pour un mandat complet, et les élections générales avaient été remportées par le républicain Chan Gurney (en). Cependant, la loi de l'État impose à Hitchcock de démissionner en novembre 1938 en raison de sa défaite aux primaires, créant une vacance avant la prise de fonctions de Gurney en janvier 1939. Une élection partielle est organisée pour combler ces deux mois de vacances en raison de rumeurs sur la convocation d'une session extraordinaire du Congrès par le président Franklin D. Roosevelt avant le mois de janvier. La même loi empêche toutefois Gurney d'apparaître deux fois sur les bulletins et donc de se présenter à l'élection partielle.
Dans ces circonstances particulières, le Parti républicain désigne Pyle comme candidate à l'élection partielle, pour la remercier de son service en faveur du parti et estimant qu'elle est suffisamment connue au sein de l'État pour ne pas dépenser trop de ressources dans l'élection partielle. Pyle fait campagne contre le New Deal, estimant que le programme n'aide pas suffisamment les habitants du Dakota du Sud. Alors que Gurney remporte l'élection pour un mandat complet, Pyle bat facilement le démocrate J. T. McCullen Sr. pour le mandat de deux mois. Elle n'est pas le seul sénateur élu pour un mandat aussi court, l'Oregon élisant Alexander G. Barry (en) pour la même durée. Bien que le Congrès ne soit pas en session, Pyle et Berry sont rémunérés et autorisés à engager du personnel.
Après l'élection, Pyle se rend à Washington à ses frais, accompagnée de sa mère et d'un collaborateur. Aucune session extraordinaire n’ayant été convoquée, Pyle n’a donc pas eu la possibilité d’exercer ses fonctions avant la fin de son mandat. Lors de son séjour à Washington, elle partage un bureau avec le sénateur par intérim de Californie avec Thomas M. Storke (en). Elle se consacre alors au lobbying d'agences fédérales, dont la Work Projects Administration et le Bureau des affaires indiennes, pour faire avancer des projets dans le Dakota du Sud,.

## Après le Congrès

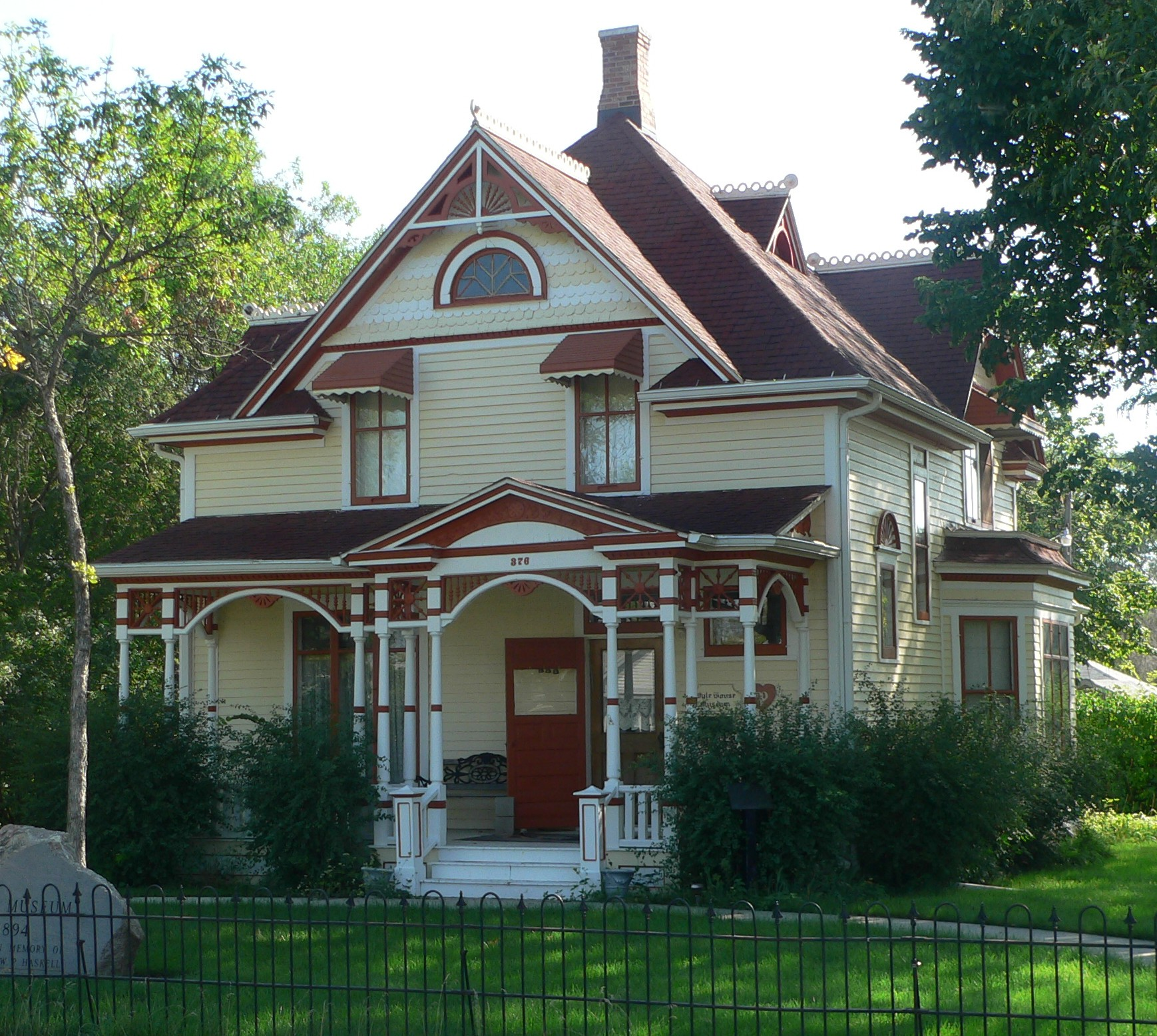
La maison Pyle à Huron.

En janvier 1939, son mandat achevé, Pyle retrouve le secteur de l’assurance et reste engagée en politique. En 1940, elle devient la première femme à prononcer un discours de nomination d'un candidat à la présidence lors d'une convention nationale, représentant Harland J. Bushfield.
Sur le plan personnel, Pyle obtient la garde de deux garçons orphelins et gère la ferme de sa famille, qui s'étend sur 640 acres (259 ha) près de Huron. Elle siège au Conseil des œuvres de bienfaisance et de correction du Dakota du Sud de 1943 à 1957.
En 1988, Pyle devient le sénateur ou ancien sénateur le plus âgé du pays. Elle meurt à Huron le 14 mars 1989 à l'âge de 98 ans. Ses cendres sont déposées au cimetière Riverside à Huron.
La maison Pyle, la maison familiale dans laquelle Gladys Pyle a vécu de 1894 à 1985, est inscrite au Registre national des lieux historiques et a été transformée en musée. Avant sa mort, Pyle a elle-même participé à l'entreprise en réunissant des objets souvenirs. La maison, presque inchangée depuis sa construction, présente de nombreux meubles et décorations d'origine.